# Rita Prigmore

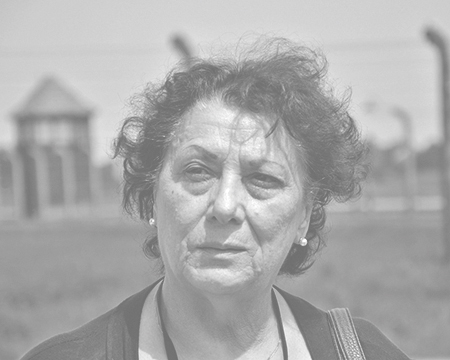
Rita Prigmore, geb. Winterstein

Rita Prigmore geborene Winterstein (* 3. März 1943 in Würzburg) ist eine Überlebende des Völkermords (Porajmos) gegen Sinti und Roma während des Nationalsozialismus. Als Säugling überlebte sie nur knapp medizinische Zwillingsexperimente, die von NS-Ärzten durchgeführt wurden. Für ihre weltweite Aufklärungsarbeit über die Verfolgung von Sinti und Roma erhielt sie 2013 den Würzburger Friedenspreis.

## Kindheit und Jugend
Rita kam am 3. März 1943 in Würzburg als Tochter der Sängerin und Tänzerin Theresia Winterstein und des Konzertgeigers Gabriel Reinhard zur Welt, zusammen mit ihrem Zwilling Rolanda.
Ihre Mutter Theresia war von der nationalsozialistischen Rassenhygienischen Forschungsstelle als „Zigeuner-Mischling“ klassifiziert und 1941 zur Zwangssterilisation vorgesehen worden. Da sie jedoch bereits schwanger war, wurde die Sterilisation aufgeschoben. Der sonst üblichen Zwangsabtreibung entging sie nur, weil sie Zwillinge von einem als „reinrassig“ geltenden Sinto erwartete; denn einige NS-Ärzte in Würzburg praktizierten Zwillingsversuche, vergleichbar denen des NS-Arztes Josef Mengele im KZ Auschwitz. Sie suchten daher nach Zwillingen jüdischer und anderer Minderheitengruppen wie der Sinti und Roma.

Aus Angst um ihre Kleinen verließ die Mutter am 9. März 1943 mit den Kindern vorzeitig die Klinik, doch die Gestapo suchte sie zuhause auf, entriss ihr die Säuglinge und lieferte diese in der Universitätskinderklinik Würzburg ab. 

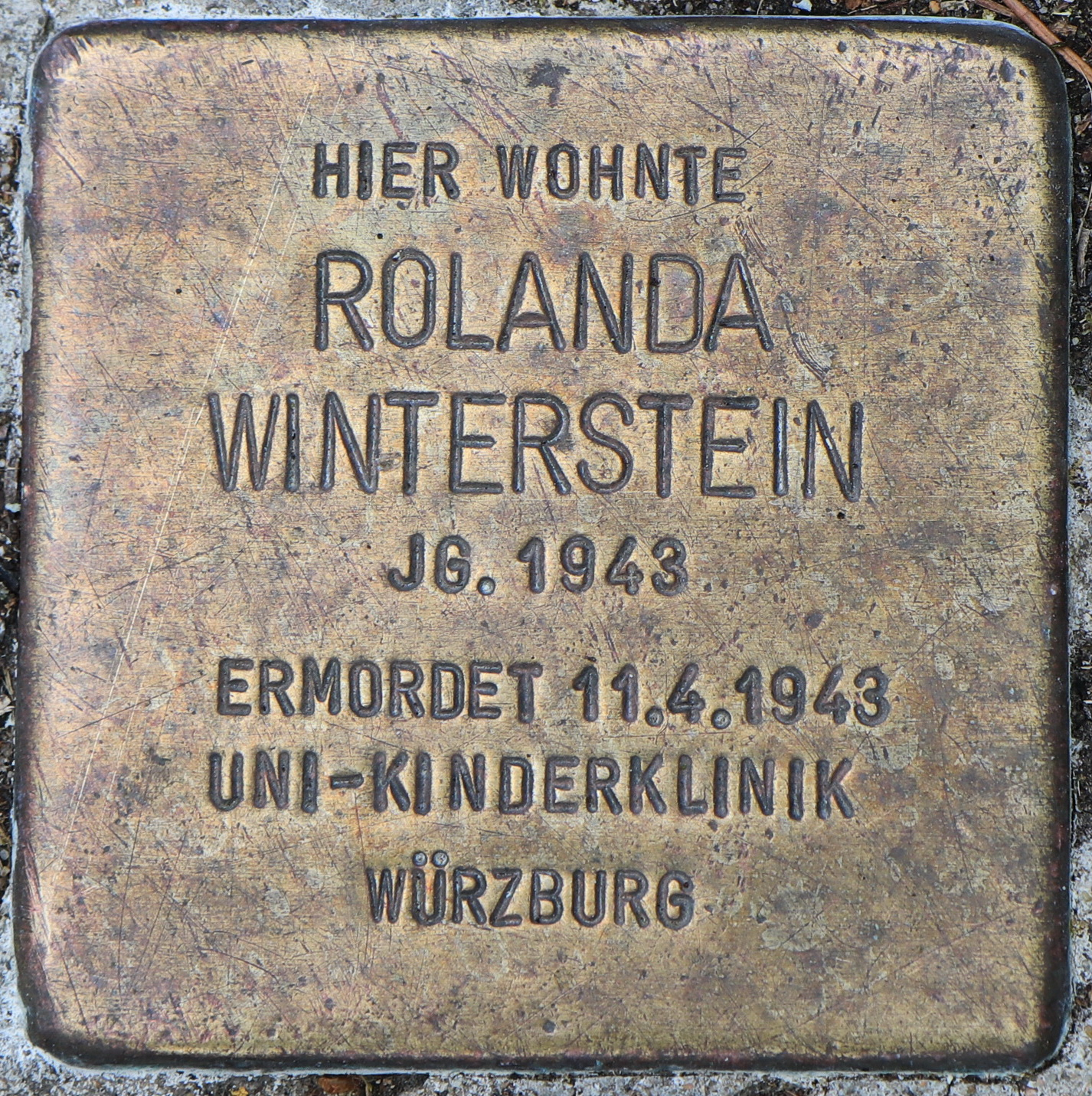
Stolperstein in Würzburg für Rolanda Winterstein, Ritas kleine Zwillingsschwester

Der Mutter wurde der Besuch in der Klinik verwehrt, trotzdem verschaffte sie sich nach zwei Tagen gewaltsam Zutritt zu ihren Kindern. Sie fand die Säuglinge, die beide gesund zur Welt gekommen waren, mit großen Kopfverbänden im Bettchen vor. Die kleine Rolanda war tot. Erst viel später erfuhr Theresia, dass der Direktor des Würzburger Universitätsnervenklinikums, Werner Heyde, ein T4-Gutachter, medizinische Experimente an ihren Kindern vorgenommen hatte. Unter anderem hatte er versucht, die dunkle Augenfarbe der Kinder mit Tinte in Blau umzufärben.
Das überlebende Kind durfte Theresia erst im April 1944 aus der Klinik abholen. Aus Angst vor weiteren Experimenten versteckte die Mutter die kleine Rita in der Folgezeit bei dem Arzt und Kommunalpolitiker Kurt Kellner. Das Mädchen litt unter schweren Krampfanfällen und verzögerter Entwicklung und konnte so nur drei Jahre die Schule besuchen.

„Ständige Kopfschmerzen, Ohnmachtsanfälle, Schwindelattacken und Konzentrationsstörungen begleiten mich mein Leben lang.“

Ritas Eltern trennten sich, als sie erfuhren, dass die erste Frau des Vaters das KZ Auschwitz überlebt hatte. 1956 heiratete die Mutter den amerikanischen Soldaten Emanuel Seible, der in Würzburg stationiert war und Rita adoptierte.

## Nach 1945
Nach der Befreiung vom Nationalsozialismus 1945 lebte Rita mit ihren Eltern in Würzburg. Ein Großteil der Familie Winterstein war im KZ Auschwitz ermordet worden, woran einige Gedenksteine heute erinnern. Die Mutter versuchte lange Zeit, ihre Tochter vor der grausamen Wahrheit zu schützen. Rita war bereits erwachsen, als sie erfuhr, was die NS-Ärzte ihr angetan hatten; denn als nach einem Unfall eine Röntgenaufnahme gemacht wurde, entdeckte man die große Narbe an ihrem Kopf.
Die Mutter hatte nach dem Krieg eine Entschädigung für ihre Tochter aufgrund der erlittenen Medizinexperimente beantragt, doch der Antrag war Ende der 1950er Jahre abgelehnt worden. Erst Ende 1980er Jahre wurden Ritas und Theresias Entschädigungsgesuche schließlich bewilligt.
Mit 20 Jahren heiratete Rita den amerikanischen Soldaten George Prigmore, der ebenfalls in Würzburg stationiert war. Das Paar bekam zwei Kinder. Als ihr Mann zurück in die Vereinigten Staaten versetzt wurde, ging Rita Prigmore mit ihm. Doch sie litt sehr unter der Trennung von ihrer Mutter Theresia, mit der sie um Wiedergutmachung für die erlittenen körperlichen und seelischen Schäden kämpfte. Ihre Ehe zerbrach an den traumatischen Belastungen ihrer Kindheit und Rita beschloss, die USA zu verlassen und zu ihrer Mutter zurückzugehen. Ihre Kinder blieben in den USA beim Vater.

## Engagement
In Deutschland engagierte sich Rita gemeinsam mit Theresia jahrzehntelang für eine Wiedergutmachung und Anerkennung des erlittenen Unrechts. Die beiden Frauen kämpften nicht nur für sich, sondern auch für andere verfolgte Angehörige der Rom und Sinti. Prigmore wurde im Lauf der Zeit zu einer bekannten Aktivistin, die in vielen Ländern als Zeitzeugin auftrat. Mit Unterstützung der Gemeinschaft Sant Egidio hält sie seit Jahrzehnten in Europa und den USA Vorträge über die nationalsozialistische Verfolgung der Sinti und Roma. Bei einer Ansprache in Auschwitz 2022 sagte Rita Prigmore einmal:

„Die häufigste Frage, die junge Leute mir stellen, ist: Woher bekommst du die Kraft, deine Geschichte immer wieder zu erzählen? Die Antwort ist: Ich habe vergeben, aber ich werde nie vergessen, was geschehen ist!“

Für ihr jahrzehntelanges Engagement gegen Rassismus, Antiziganismus und ihr Werben für Versöhnung erhielt Rita Prigmore 2013 den Würzburger Friedenspreis. Das Universitätsklinikum Würzburg errichteten eine Gedenkstätte zur Erinnerung an die Opfer von NS-Verbrechen, die unter anderem an dieser Klinik verübt worden waren. Im Beisein von Rita Prigmore wurde außerdem 2022 eine Straße in Würzburg zu Ehren ihrer Mutter in „Theresia Winterstein“-Straße umbenannt.
Unter dem Titel Rom*nja City - Stadt befreiter Menschen brachte das Rom*nja-Power-Theater das Leben von Rita Prigmore auf die Bühne. Das Stück wurde unter anderem im Dschungel Wien, im GRIPS-Theater in Berlin, im Theater Dortmund und auf Kampnagel in Hamburg aufgeführt.
Rita Prigmores Lebenszeugnisse sind, ebenso wie die ihrer Mutter Theresia, im Holocaust Memorial In Washington archiviert.